# Harriet Cains
Harriet Cains (* 1993 in Nottingham) ist eine britische Schauspielerin, bekannt für ihre Rolle als Jem Walker in der Fernsehserie In the Flesh.

## Leben
Harriet Cains lernte das Schauspielen in einem Drama Club namens Circle Up, den sie drei Jahre besuchte. Einer ihrer Lehrer war zuvor beim Central Junior Television Workshop in Nottingham tätig gewesen und erzählte Cains davon. Wenig später besuchte Cains den Workshop. Während ihrer Zeit dort erfuhr sie von einem Vorsprechen für die Fernsehserie In the Flesh. Sie kam zum Vorsprechen nach Manchester und wurde als Jem Walker gecastet.
Jem ist die Schwester von Kieren, der zum Zombie wurde und vor Jems Augen Menschen getötet hat. Er wurde medizinisch behandelt und ist fast wieder so wie zuvor. Jem hingegen leidet unter einer Posttraumatischen Belastungsstörung und muss zunächst einmal lernen, mit ihren Erlebnissen zurechtzukommen. Bei ihrer Vorbereitung für die Rolle sah sich Cains Dokumentarfilme über Posttraumatische Belastungsstörungen und Angststörungen an und sprach mit Leuten, die unter diesen Krankheiten litten. Es war ihr wichtig, die Krankheiten realistisch darzustellen.
2015 stellte sie Louisa in der ersten Staffel der Serie Safe House dar. Ein Jahr später erhielt sie die Rolle der Lizzie Hallum in der Krimiserie Vera – Ein ganz spezieller Fall.
2017 spielte Cains Jade Hopkirk in Line of Duty. Anfang Juli 2017 wurde angekündigt, dass sie eine Rolle in der zweiten Staffel der Netflix-Serie Marcella spielen sollte.
In Deutschland verleiht Katrin Heß Harriet Cains ihre Stimme.

## Filmografie
- 2012: The Love Interest (Kurzfilm)
- 2012: Human Beings (Kurzfilm)
- 2012: Doctors (Fernsehserie, 1 Folge)
- 2013: Hollyoaks Later (Fernsehserie, 4 Folgen)
- 2013–2014: In the Flesh (Fernsehserie, 9 Folgen)
- 2015: Safe House (Fernsehserie, 4 Folgen)
- 2016: Sweet Maddie Stone (Kurzfilm)
- 2016: Vera – Ein ganz spezieller Fall (Fernsehserie, 1 Folge)
- 2017: No Offence (Fernsehserie, 1 Folge)
- 2017: Line of Duty (Fernsehserie, 1 Folge)
- 2020: Bridgerton (Fernsehserie)